# إذا أكوان (سيدي بوسحاب)
إذا أكوان هي إحدى مشيخات المملكة المغربية، تتبع جغرافيا لإقليم شتوكة آيت باها وإداريًا لسيدي بوسحاب. يقدر عدد سكانها بـ 5603 نسمة حسب الإحصاء الرسمي للسكان والسكنى لسنة 2004.